# Grand Prix Nizozemska 1960
Grand Prix Nizozemska 1960 (oficiálně IX Grote Prijs van Nederland) se jela na okruhu Circuit Zandvoort v Zandvoortu v Nizozemsku dne 6. června 1960. Závod byl čtvrtým v pořadí v sezóně 1960 šampionátu Formule 1.

## Závod
| Poř.   | No. | Jezdec                  | Konstruktér     | Počet kol | Čas/Odstoupení | Pořadí na startu | Body |
| ------ | --- | ----------------------- | --------------- | --------- | -------------- | ---------------- | ---- |
| 1      | 11  | Jack Brabham            | Cooper-Climax   | 75        | 2:01:47.2      | 2                | 8    |
| 2      | 4   | Innes Ireland           | Lotus-Climax    | 75        | + 24.0         | 3                | 6    |
| 3      | 16  | Graham Hill             | BRM             | 75        | + 56.6         | 5                | 4    |
| 4      | 7   | Stirling Moss           | Lotus-Climax    | 75        | + 57.7         | 1                | 3    |
| 5      | 2   | Wolfgang von Trips      | Ferrari         | 74        | + 1 kolo       | 15               | 2    |
| 6      | 3   | Richie Ginther          | Ferrari         | 74        | + 1 kolo       | 12               | 1    |
| 7      | 10  | Henry Taylor            | Cooper-Climax   | 70        | + 5 kol        | 14               |      |
| 8      | 20  | Carel Godin de Beaufort | Cooper-Climax   | 69        | + 6 kol        | 18               |      |
| Ret    | 5   | Alan Stacey             | Lotus-Climax    | 57        | Převodovka     | 8                |      |
| Ret    | 14  | Jo Bonnier              | BRM             | 54        | Motor          | 4                |      |
| Ret    | 1   | Phil Hill               | Ferrari         | 54        | Motor          | 13               |      |
| Ret    | 6   | Jim Clark               | Lotus-Climax    | 42        | Převodovka     | 11               |      |
| Ret    | 18  | Maurice Trintignant     | Cooper-Maserati | 39        | Převodovka     | 17               |      |
| Ret    | 15  | Dan Gurney              | BRM             | 11        | Brzdy          | 6                |      |
| Ret    | 8   | Chris Bristow           | Cooper-Climax   | 9         | Motor          | 7                |      |
| Ret    | 12  | Bruce McLaren           | Cooper-Climax   | 8         | Převodovka     | 9                |      |
| Ret    | 9   | Tony Brooks             | Cooper-Climax   | 4         | Převodovka     | 10               |      |
| DNS    | 17  | Roy Salvadori           | Aston Martin    |           | Nestartoval    |                  |      |
| DNS    | 19  | Masten Gregory          | Cooper-Maserati |           | Nestartoval    |                  |      |
| DNS    | 21  | Lance Reventlow         | Scarab          |           | Nestartoval    |                  |      |
| DNS    | 22  | Chuck Daigh             | Scarab          |           | Nestartoval    |                  |      |
| Zdroj: |     |                         |                 |           |                |                  |      |

## Průběžné pořadí po závodě
Pohár jezdců
|        | Pořadí | Jezdec        | Body |
| ------ | ------ | ------------- | ---- |
|        | 1      | Bruce McLaren | 14   |
|        | 2      | Stirling Moss | 11   |
|        | 3      | Jim Rathmann  | 8    |
| 22     | 4      | Jack Brabham  | 8    |
| 9      | 5      | Innes Ireland | 7    |
| Zdroj: |        |               |      |

Pohár konstruktérů
|        | Pořadí | Konstruktér     | Body |
| ------ | ------ | --------------- | ---- |
|        | 1      | Cooper-Climax   | 22   |
| 1      | 2      | Lotus-Climax    | 15   |
| 1      | 3      | Ferrari         | 12   |
| 1      | 4      | BRM             | 6    |
| 1      | 5      | Cooper-Maserati | 3    |
| Zdroj: |        |                 |      |